# كريس مكوي
كريس مكوي (بالإنجليزية: Chris McCoy)‏ هو لاعب كرة قدم أمريكية أمريكي، ولد في 26 نوفمبر 1986.

## وصلات خارجية
- كريس مكوي على موقع مرجع كرة القدم المحترفة.كوم (الإنجليزية)